# Ankum

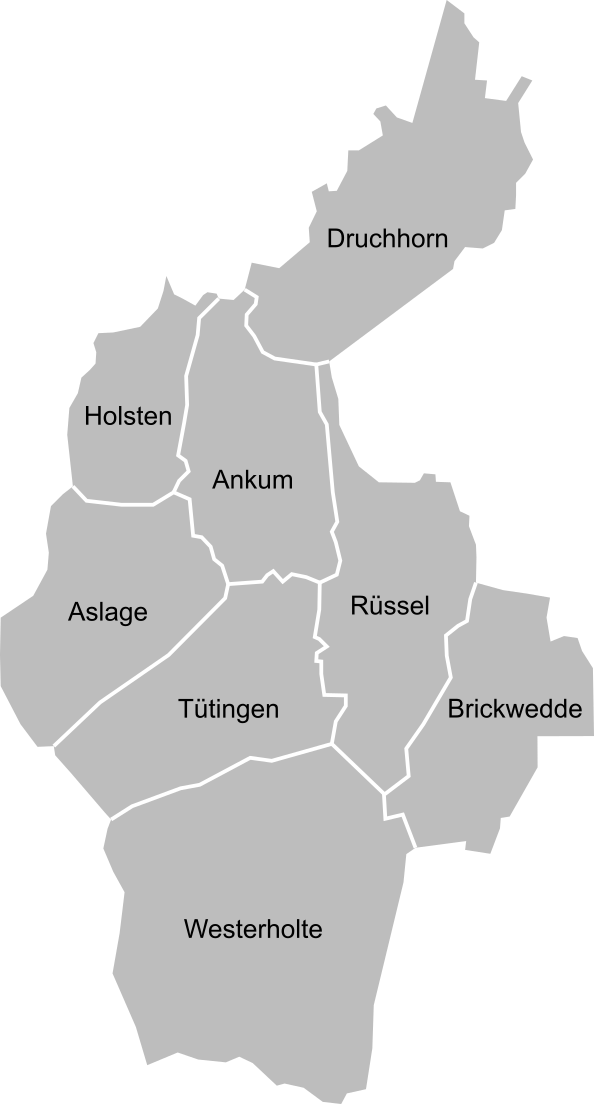
Ortsteile Ankum

Ankum ist eine Gemeinde und ein Dorf im niedersächsischen Landkreis Osnabrück. Die Gemeinde Ankum ist Mitgliedsgemeinde der Samtgemeinde Bersenbrück.

## Geografie

### Geografische Lage
Ankum liegt etwa 35 Kilometer nördlich von Osnabrück in einer waldreichen Hügellandschaft (Ankumer Höhe) im Naturpark Nördlicher Teutoburger Wald-Wiehengebirge. Der höchste Punkt der Gemeinde stellt mit 140 Metern über dem Meeresspiegel der Trillenberg in Westerholte dar. Dieser ist zugleich die höchste Erhebung der Ankumer Höhe.

### Gemeindegliederung
Die Gemeinde besteht neben dem Kernort aus den 1972 eingemeindeten Ortsteilen Aslage, Brickwedde, Druchhorn, Holsten, Loxter Ort, Rüssel, Tütingen und Westerholte.

## Geschichte
Ankum ist ein Marktort, an dem einst vor allem Tuch gehandelt wurde und bis heute noch Vieh gehandelt wird. Seit dem 9. Jahrhundert ist der Ort durchgehend besiedelt.

### Vor- und Frühgeschichte
Die archäologischen Denkmale im Landkreis Osnabrück, unter anderem in Ankum, beschreibt eine Publikation der Archäologen Friedrich-Wilhelm Wulf und Wolfgang Schlüter aus dem Jahr 2000. Eine Auflistung „Vor- und frühgeschichtlicher Alterthümer“ im Kreis Bersenbrück geben zudem Johannes Heinrich Müller in seinem posthum von Jakobus Reimers 1893 veröffentlichten Repertorium der Stein- und Erddenkmäler, Urnenfriedhöfe, Ausgrabungen und Funde in der Provinz Hannover, Wilhelm Hardebeck in seiner „Übersicht und Beschreibung der früh- und vorgeschichtlichen Erd- und Steindenkmäler, Leichenfelder, Urnenfriedhöfe, Landwehren, Ringwälle und Ansiedelungsplätze im Kreise Bersenbrück“ von 1902 und Rolf Gensen in seiner maschinenschriftlich vorliegenden Marburger Dissertation von 1961.
Großsteingräber (entstanden 3500–2800 v. Chr.) im Raum Ankum beweisen eine Besiedlung der Region während des Neolithikums. Das Gräberfeld von Ankum-Druchhorn liegt beim Ortsteil Druchhorn. Die örtlichen Bewohner, die bereits zu den Germanen gerechnet werden, wurden im 6. Jahrhundert von den Sachsen erobert und das Gebiet in Gaue eingeteilt.

### Urkundliche Überlieferung
Urkundlich erscheint Ainghem (Ankum) erstmals 977 in einem privilegium Ottos II., in dem der Kaiser

„auf Verlangen des Bischofs Liudulf zu Osnabrück (* ca. 935; † 31. März 978, Bischof von Osnabrück ab 967/68), einem gewissen Herigisus die ihm theils von gedachtem Bischof zu Lehen gegebenen, theils auf andere Weise erworbenen Güter an den Orten Rislaun (Rüssel), Reusford (Rüsfort), Vanhula (Wehdel), Girithi (Gehrde), Treli (Drehle), Hiruthnun (Hertmann), Birefeld (Bergfeld), Mulium (Mühlen), Liachtrichi (Lechterke), Honetiutinge (Höne), Ainghem (Ankum), Vuullen (Wallen), Alfhuson (Alfhausen) und Marsunon (Merzen)“

übereignete.

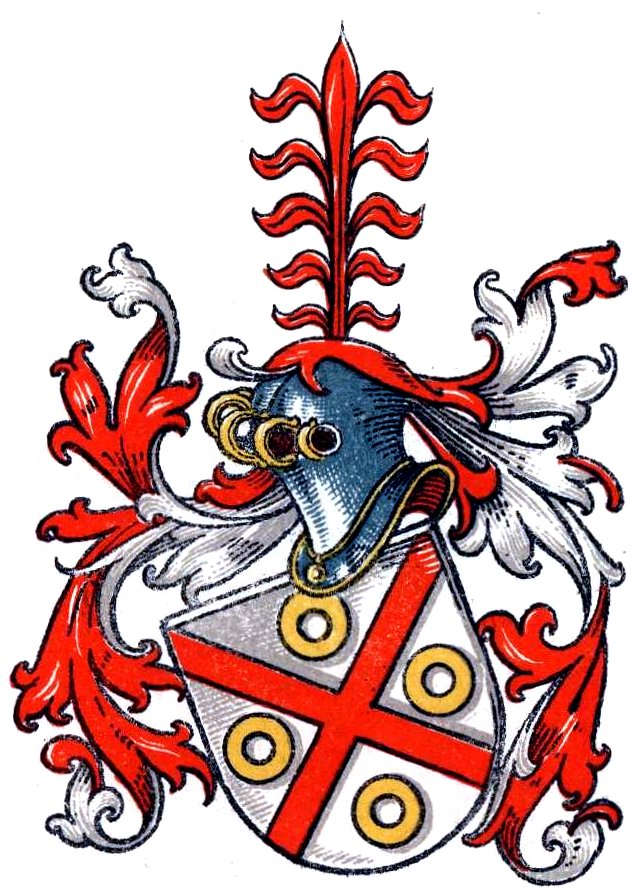
Wappen der Herren von Ankum

Der bisweilen vorgebrachten Ansicht, die Nennung der Örtlichkeit Tungheim (= to Angheim?) im Hasagovue (Hasegau) in der Urkunde Kaiser Ottos I. vom 14. Juli 948 lasse sich auf Ankum beziehen, ist in der Literatur mehrheitlich nicht gefolgt worden und kann mit guten Gründen abgelehnt werden. Hermann Hartmann schließt aus der Quelle von 948, dass sich in Ankum Stammgüter Widukinds vorfanden, welche demnach im Rahmen der von Kaiser Otto I. bestätigten Schenkung an das von seiner Mutter, der Heiligen Mathilde, zweite Gemahlin König Heinrichs I. und Tochter des sächsischen Grafen Dietrich (Thiadericus), eines Nachkommen Widukinds, 947 gestiftete Kloster in Enger, der mutmaßlichen Grablege Widukinds, gefallen seien. 1878 vertritt Hartmann gar die Auffassung, die Mutterkirche in Ankum gehe auf eine Gründung Widukinds oder eines seiner Nachkommen zurück; zur Verwandtschaft Mathildes mit Widukind siehe das erste Buch der Res gestae Saxonicae des sächsischen Chronisten Widukind von Corvey sowie die Vita Mathildis reginae antiquior.
Der Vertrag von 1037–1052 zwischen dem Bischof von Osnabrück Alberich und dem Freien Werinbrecht, Onkel des oben angeführten Herigis, lässt, trotz einer fehlenden Erwähnung Ankums, aber mit Rücksicht auf das unten noch anzuführende bischöfliche Tafelgutverzeichnis von 1239/40, den Schluss zu, dass Ankum schon seit der Mitte des 11. Jahrhunderts dem bischöflichen Tafelgut im Osnabrücker Nordland zugehörte.
Im Jahre 1169 wurde Ankum erstmals urkundlich als Parochia Anchem (Pfarrei Ankum) resp. Ecclesia Anchem greifbar.
Das Verzeichnis der Besitzungen des Grafen Heinrich von Dalen (im Münsterland) aus dem Jahre 1188 führt zwei Hufe in Tamchem (= t'Amchem) auf, die mutmaßlich durch Erbschaft über die Mutter des Grafen, Hedwig von Ravensberg, Schwester Ottos I. († um 1170) aus dem Geschlecht der Grafen von Calvelage (ab 1141/44 Graf von Ravensberg), aus altem ravensbergischen Besitz an Heinrich gefallen waren. 1231 begabte Otto II. von Ravensberg das Zisterzienserinnenkloster in Bersenbrück zu dessen Gründung mit einem mansus (Hufe) in Ankum.
Aus einer Urkunde des Osnabrücker Bischofes Adolf von Tecklenburg aus dem Jahre 1221 geht die Bewidmung der neu gegründeten Domkantorei mit dem Archidiakonat Ankum hervor. Das Registrum bonorum mensae episcopalis Osnabrugensis um 1239/40 enthält eine ausführliche Aufzählung der bischöflichen Tafelgüter, darunter die Curia Anchem. Im Jahre 1225 wurde Ankum in dem Diploma Henrici Regis Roman. de Gograviatibus Engelberto Ep. als eine von acht fürstlichen Gogerichtsstätten des Osnabrücker Landes ausgewiesen.

### Schultenhof und Villikation
Ankum bildete nach mittlerweile herrschender Meinung das Zentrum der Missionierung des Varngaues, dessen Größe ungefähr dem nördlichen Teil des Osnabrücker Nordlandes entsprochen hat. Keimzelle der Gründung der ersten Taufkirche war mutmaßlich der an einer Bachniederung gelegene, mit zehntfreier Kampflur sowie, nach Auskunft des bischöflichen Tafelgutregisters von 1239/40, mit einer Wassermühle begabte Schultenhof, der an der Kreuzung des von Osnabrück nach Nordwesten mit dem von Rheine nach Quakenbrück führenden Weges zu vermuten ist. An den Ankumer Schultenhof grenzten, als mutmaßlich ursprünglich selbständige Zellen, zum einen im Nordwesten die zwischen der Eggermühlener und Quakenbrücker Straße gelegene bäuerliche Hofgruppe Depeweg, Rixmann und Hövermann mit ihrer Langstreifengewannflur „Neeren Esch“, zum anderen im Südosten, an der Osnabrücker Straße, die bäuerliche Hofgruppe Hackmann, Buten- und Binnen-Brinkmann mit dem „Ankumer Esch“. Durch die Kirchensiedlung erfuhren die angeführten drei Hofgruppen ihre Verschmelzung zu einer Villikation, welche ihrerseits von weiteren Kamphöfen umgeben war.

### Kirchburg

Schematischer, fehlerhafter Grundriss von Alt-St. Nikolaus in Ankum, nach Mithoff 1879, Tf. 1

Die Kirchhofsiedlung verfügte offenkundig über starke Befestigungsanlagen, welche den Verfasser der Wevelinghofen’schen Chronik – freilich ausgerechnet in seinem Bericht ihrer zwischenzeitlichen Zerstörung – um 1340 als propugnaculum Anthem bedünken, dem als Bollwerk militärische Bedeutung selbst in einem vom Fürstbischof Ludwig II. von Münster gegen das Bistum Osnabrück geführten Kriege zukam. Die wiedererrichteten Anlagen konnten in ihrer offenbar bis 1848 weitgehend erhalten gebliebenen mittelalterlichen Gestalt 1870 von Hermann Hartmann beschrieben werden. Noch 1796 sei der Kirchhof so befestigt gewesen, „daß damals ein Officier behauptete, ihn mit 400 Mann und dem nöthigen Geschütze mit Erfolg vertheidigen zu können.“ Den Umfang des zungenförmigen (eiförmigen) Kirchhofes, der in seiner von Hartmann gesehenen Form nach Ansicht Hartmanns auf einen unterdessen übermauerten Ringwall zurückgehe, betrage 600 Schritte, „die größte Länge von Osten nach Westen beträgt 228 Schritt, die größte Breite [im] Osten 110 Schritt.“ Seine größte Höhe liegt im Westen, wo er zum Ankumer Bach schroff abfällt, im Osten grenzte der Wall an den Vogelberg, auf dessen Spitze die Landgödingsbank des Ankumer Gogerichts Aufstellung gefunden hatte und von wo aus der Richter den größten Teil seines Gobezirkes, bis zu den Kirchtürmen von Bersenbrück und Gehrde, überblicken konnte. Der Kirchhof um 1820, wie Hartmann ihn aus der Erinnerung und von Klocke nach der Brouillon-Karte von 1788 schildert, wies mit der an einzelnen Stellen zwölf Fuß (ca. 4 Meter) hohen und drei Fuß (ca. 1 Meter) breiten, aus Granit und mit Strebepfeilern errichteten Ringmauer, seinen steinernen Speichern und drei befestigten Eingängen den Eindruck einer mittelalterlichen Dorffeste auf. An der westlichen Seite des Kirchhofes sei die unterdessen abgetragene Mauer noch höher ausgeführt gewesen. Zwei befestigte Tore waren in der südlichen, eines, die Unterste Pforte, in der westlichen Mauer eingelassen. Alle drei Tore bestanden aus zwei Stockwerken und waren mit zweiflügeligen, mit eisernen Kopfnägeln beschlagenen Eichentüren verschließbar. Das ganz im Südosten des Kirchhofes gelegene Tor, die Hohe Pforte genannt, diente zugleich als Rathaus.
Westlich der Mittleren Pforte und in den Mauerring eingebunden stand der Speicher des Meyer zu Starten, östlich der Mittleren Pforte bis zur Hohen Pforte reihten sich ein der in Fachwerk erbaute Speicher des Schulten zu Rüssel, der Speicher des Meyer zu Westerholte und der Rats-Speicher. Nördlich der Hohen Pforte, an der Innenseite der östlichen Mauer gelegen, stand der Bünker’sche Speicher. Inmitten der östlichen Hälfte des Kirchhofes stand der Bippen’sche Speicher neben dem Heuerhaus des Bosse zu Westrup. Hartmann berichtet, dass die beiden zuletzt angeführten Gebäude dem Kirchhof zur Unzierde gereichten und deshalb an den nordöstlichen Rand des Geländes verlegt worden seien. Der frei gewordene Platz sei unterdessen „von der Familie von Böselager auf Eggermühlen angekauft und zum Begräbnis eingerichtet worden.“ Nördlich davon, an die Innenseite des nördlichen Mauerringes geschmiegt, stand das Wellmann’sche Häuschen. Zwischen dem Kirchengebäude und der Mittleren Pforte habe, so Hartmann, „eine alte, sehr dicke Linde“ gestanden, „unter welcher die Dorfversammlungen abgehalten“ worden seien.
Der aus behauenem Granit errichtete Turm der Kirche selbst bedünkt Hartmann „einem Berchfrit ganz und gar“, an dessen Breite sich die dreischiffige, zunächst flachgedeckte romanische Pfeilerbasilika anlehnte, ohne diese Breite mehr als nur geringfügig zu überschreiten, namentlich im Falle des südlichen Seitenschiffes mit der Tiefe dieser sehr schmalen, als „Kluft“ bezeichneten Abseite; das ursprüngliche nördliche Seitenschiff, dessen zu denen des südlichen Seitenschiffes korrespondierenden romanischen Pfeiler zum Teil noch in den frühgotischen Pfeilern der Verbreiterung, des sogenannten „Nortruper Schiffes“, steckten, war gegenüber dem südlichen Seitenschiff sogar noch um die Mauerstärke des spätgotischen Turmes in das Mittelschiff eingerückt, eine Disposition, welche die frühgotische Erweiterung beibehielt. An der zutreffenden Beobachtung Hartmanns, den Kirchturm in seinem Charakter als Bergfried und damit den Gesamtbau als Wehrkirche anzusprechen, wird deutlich, dass die prätentiöse Dimensionierung des vom Späthistoristen Johannes Franziskus Klomp 1894–1900 entworfenen und ausgeführten neuromanischen Kirchenbaus nach dem erhaltenen Turm nicht nur in ästhetischer Hinsicht als mindestens fragwürdig beurteilt werden muss.
Im Bereich der nördlichen Ringmauer der Kirchburg zu Ankum als Vorgängeranlage des Artländer Doms kam es 2008 zu einer Ausgrabung, die bedeutende Erkenntnisse zur Besiedlung des Platzes im Frühmittelalter und frühen Hochmittelalter erbrachte. Im 8. Jahrhundert war der dortige Geländesporn zumindest auf der Nordseite durch einen Ost-West verlaufenden Graben mit rechtwinkligen Verzweigungen befestigt. Nach dessen Verfüllung um 800 wurden vier Grubenhäuser eingetieft. Gleichzeitig umgab eine Wallanlage im Bereich der späteren Mauer das Kirchhofgelände. Sie war wohl die erste, eventuell bis etwa 900 existierende Kirchenburgbefestigung. Nach kurzer Nutzung wurden die Grubenhäuser verfüllt und über ihnen nacheinander zwei Pfostenbauten des 10. bis 12. Jahrhunderts errichtet.
Weitere Ausgrabungen brachten als bislang ältestes datierbares Fundstück eine nach dem Vorbild der Badorfer Keramik mit dem Radgestempel verzierte und Bemalungsspuren tragende Wandungsscherbe eines Tongefäßes zutage, das der dem Übergang des 9. zum 10. Jahrhundert angehörenden Hunneschans Keramik zuzuordnen sei, einem Vorläufer der Pingsdorfer Keramik. Der Fund dieser aus dem Rheinland in das Osnabrücker Nordland importierten Ware lässt den Schluss auf eine Ansiedlung wohlhabender Besitzer zu dieser Zeit auf der Kirchburg zu. Der Grabungsschnitt 1 im nordwestlichen Bereich unmittelbar außerhalb der Ringmauer deckte die Reste eines mittelalterlichen Grubenhauses auf, in dessen Umgebung sich Hinweise auf die Ausübung eines eisenverarbeitenden Handwerks durch seine Bewohner finden ließen.

### Niedergang
Ankum verfügte über einen bischöflichen Haupthof (Schultenhof) und mit dem Schultenhof zu Rüssel den bedeutendsten aller bischöflichen Haupthöfe in der Nähe, war Sitz eines Gogerichts und mutmaßlicher Sitz eines Drosten oder bischöflichen Amtmannes (Vogt). Die aufstrebende Entwicklung Ankums zum größten und bedeutendsten Ort des Osnabrücker Nordlandes erfuhr durch die Gründung Fürstenaus 1335 durch den Osnabrücker Bischof Gottfried von Arnsberg und der darauf folgenden Abwanderung landesherrlicher Interessen eine Wende.

### Weitere territoriale Zugehörigkeit
Bis 1802 blieb Ankum territorial dem Hochstift Osnabrück zugehörig. Es wurde vom Amt Fürstenau verwaltet. Nach der französischen Besetzung unter Napoleon Bonaparte bis 1814 kam Ankum infolge des Wiener Kongresses an das Königreich Hannover. Mit der Niederlage des Königreichs Hannover von 1866 wurde Ankum Teil von Preußen.
Bis zum 30. Juni 1972 gehörte Ankum dem Landkreis Bersenbrück an und gelangte nach dessen Auflösung zum Landkreis Osnabrück.

## Namensdeutung
Aing ist die Sohnschaftsform des männlichen Kurznamens Ago; mhd. heim, ahd. heima, asächs., mnd. hêm <Wohnsitz, Haus, Dorf>. „Heim“-Namen sind oft fränkischen Ursprungs. Im 12. Jahrhundert wandelte sich der schriftlich überlieferte Ortsname nach Anchem.
Wohl abwegig ist die Ortsnamenherleitung bei Hermann Hartmann, der als früheste Nennung des Ortsnamens (Tangheim = to Angheim) die Urkunde Kaiser Ottos I. vom 14. Juli 948 gelten ließ. Ebenso wenig ist gesichert, dass zu Zeiten derer von Potzbraake (12. Jahrhundert) das Artland als Ankumer Ratsland bezeichnet worden sei.
Hartmann will in der Bezeichnung Angheim die Bedeutung „enges, gekrümmtes Dorf“ erkannt haben: ang ‚eng, schmal‘, lat. angustus ‚eng, schmal‘, ahd. angi, engi, got. aggus, angels. ange, kelt. ink, ank; ἀγκύλος ‚gekrümmt‘, ἀγκειν ‚engen, würgen, ängstigen‘. – Hartmann sah die von ihm dergestalt hergeleitete Bezeichnung der Örtlichkeit in der Lage des Dorfes gerechtfertigt, welches, von den andrängenden Liegenschaften des Schultenhofes in seiner Ausdehnung gehindert, „wie eine Schlange an die Ringmauer des Kirchhofes angepreßt“ sei.
Die Sage lässt die Ankumer Kirche „nach Uebereinkunft der beiden Schulten zu Rüssel und Holsten auf dem Platze, auf welchem sie jetzt steht, gegründet werden. Beide hatten sich beim ersten Hahnenschrei aufgemacht und ihren Weg in derselben Richtung, in welcher die beiden Höfe liegen, verfolgt. Da, wo jetzt die Kirche steht, trafen sie zusammen und benannten nach solcher glücklichen Ankunft das neue Dorf.“

## Religion
Die Bevölkerung ist überwiegend römisch-katholisch. Die Ankumer Pfarrei war Ausgangszelle für die katholischen Pfarrgemeinden in Nortrup (Kapelle 1854, Pfarrei 1908), Kettenkamp (1921) und Eggermühlen. Letztere ist ab circa 1718 Hauskapelle und ab 1869 öffentliche Kapelle auf dem Rittergut Eggermühlen, das im Besitz derer von Boeselager steht. Seit 1954 existiert eine eigene Pfarrkirche in Eggermühlen.

## Eingemeindungen
Am 1. Juli 1972 wurden die Gemeinden Aslage, Brickwedde/Stockum, Druchhorn, Holsten, Rüssel, Tütingen und Westerholte eingegliedert. Alle Ortsteile gehörten wie der Kernort Ankum bis zum 30. Juni 1972 dem Landkreis Bersenbrück an und gelangten mit der Eingemeindung zeitgleich in den neuen Landkreis Osnabrück.

## Einwohnerentwicklung

Bevölkerungsentwicklung in Ankum seit 1987

Die folgende Übersicht zeigt die Einwohnerzahlen von Ankum im jeweiligen Gebietsstand und jeweils am 31. Dezember.
Bei den Zahlen handelt es sich um Fortschreibungen des Landesbetriebs für Statistik und Kommunikationstechnologie Niedersachsen auf der Basis der Volkszählung vom 25. Mai 1987.
Bei den Angaben aus den Jahren 1961 (6. Juni) und 1970 (27. Mai) handelt es sich um die Volkszählungsergebnisse einschließlich der Orte, die am 1. Juli 1972 eingegliedert wurden.
| Jahr | Einwohner |
| ---- | --------- |
| 1961 | 4404      |
| 1970 | 4447      |
| 1987 | 5084      |
| 1990 | 5255      |
| 1995 | 6596      |
| 2000 | 7011      |

| Jahr | Einwohner |
| ---- | --------- |
| 2005 | 7216      |
| 2010 | 7204      |
| 2011 | 7207      |
| 2015 | 7314      |
| 2017 | 7536      |
| 2018 | 7562      |

## Politik

### Gemeinderat
Der Gemeinderat hat gegenwärtig 21 Mitglieder. Dies ist die festgelegte Anzahl für eine Mitgliedsgemeinde einer Samtgemeinde mit einer Einwohnerzahl zwischen 7.001 und 80.000 Einwohnern. Die Ratsmitglieder werden durch eine Kommunalwahl für jeweils fünf Jahre gewählt. Die aktuelle Amtszeit begann am 1. November 2021 und endet am 31. Oktober 2026.
Die folgende Tabelle zeigt die Kommunalwahlergebnisse seit 1996.

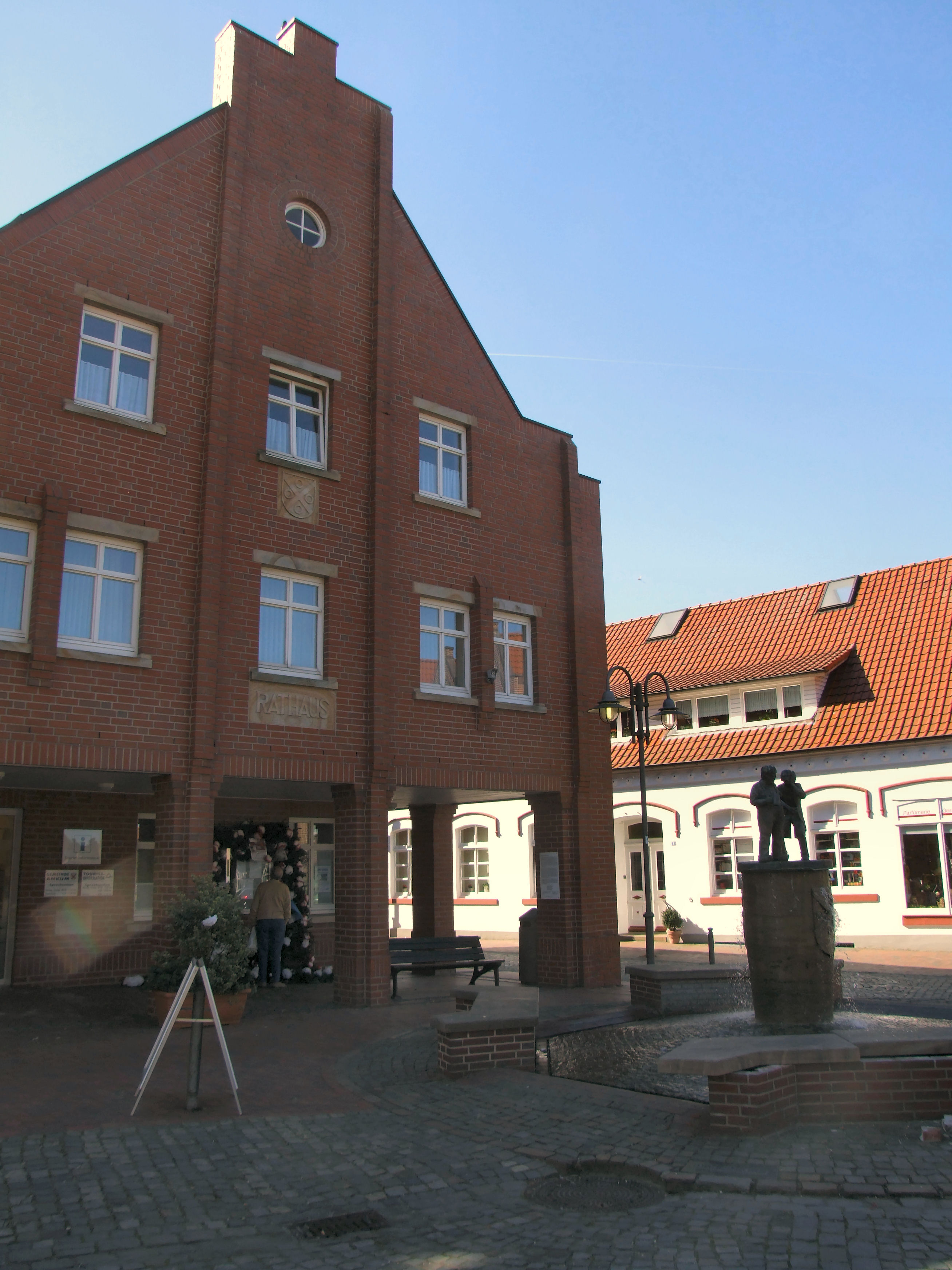
Ankumer Rathaus, 1989 eingeweiht

| 2021–2026 | 56,1 | 12 | 24,5 | 5  | 10,7 | 2 | 6,8  | 2 | 1,6 | 0 | 100 | 21 | 56,2 |
| 2016–2021 | 53,6 | 11 | 30,7 | 6  | 7,0  | 2 | 7,7  | 2 | 1,0 | 0 | 100 | 21 | 55,2 |
| 2011–2016 | 51,0 | 11 | 30,4 | 6  | 7,5  | 2 | 9,9  | 2 | 1,3 | 0 | 100 | 21 | 54,0 |
| 2006–2011 | —    | —  | 75,5 | 16 | 4,5  | 1 | 16,1 | 3 | 3,9 | 1 | 100 | 21 | 50,3 |
| 2001–2006 | —    | —  | 79,2 | 17 | 4,7  | 1 | 16,1 | 3 | —   | — | 100 | 21 | 60,6 |
| 1996–2001 | —    | —  | 74,9 | 15 | 5,6  | 1 | 19,5 | 3 | —   | — | 100 | 19 | 67,9 |
| Prozentanteile gerundet. Quellen: Landesbetrieb für Statistik und Kommunikationstechnologie Niedersachsen, Landkreis Osnabrück Bei unterschiedlichen Angaben in den genannten Quellen wurden die Daten des Landesbetrieb für Statistik und Kommunikationstechnologie verwendet, da diese eine insgesamt höhere Plausibilität aufweisen. |      |    |      |    |      |   |      |   |     |   |     |    |      |

### Bürgermeister
Seit Oktober 2021 ist Klaus Menke (UWG Ankum) Bürgermeister der Gemeinde Ankum.
- 2011–2021 Detert Brummer-Bange (UWG)
- 2006–2011 Ferdinand Borgmann (CDU)[83]
- 2001–2006 Reinhold Coenen (CDU)[84]
- 1994–2001 Franz Dückinghaus (CDU), von 1964 bis 1972 Bürgermeister der ehemaligen Gemeinde Holsten[85]
- 1972–1994 Heinrich Wittmann[86]

### Wappen
Blasonierung „In Silber ein durchgehender roter Schragen (Andreaskreuz), bewinkelt von vier goldenen Ringen.“
Das Wappen leitet sich von jenem der Herren von Ankum ab. Sehr ähnlich ist das Wappen derer von Schloen. Bis zu einem Verkauf 1534 hatte das Adelsgeschlecht Schloen gen. Tribbe im Kirchspiel Ankum den Besitz über diverse Erbgüter inne.

## Kultur und Sehenswürdigkeiten

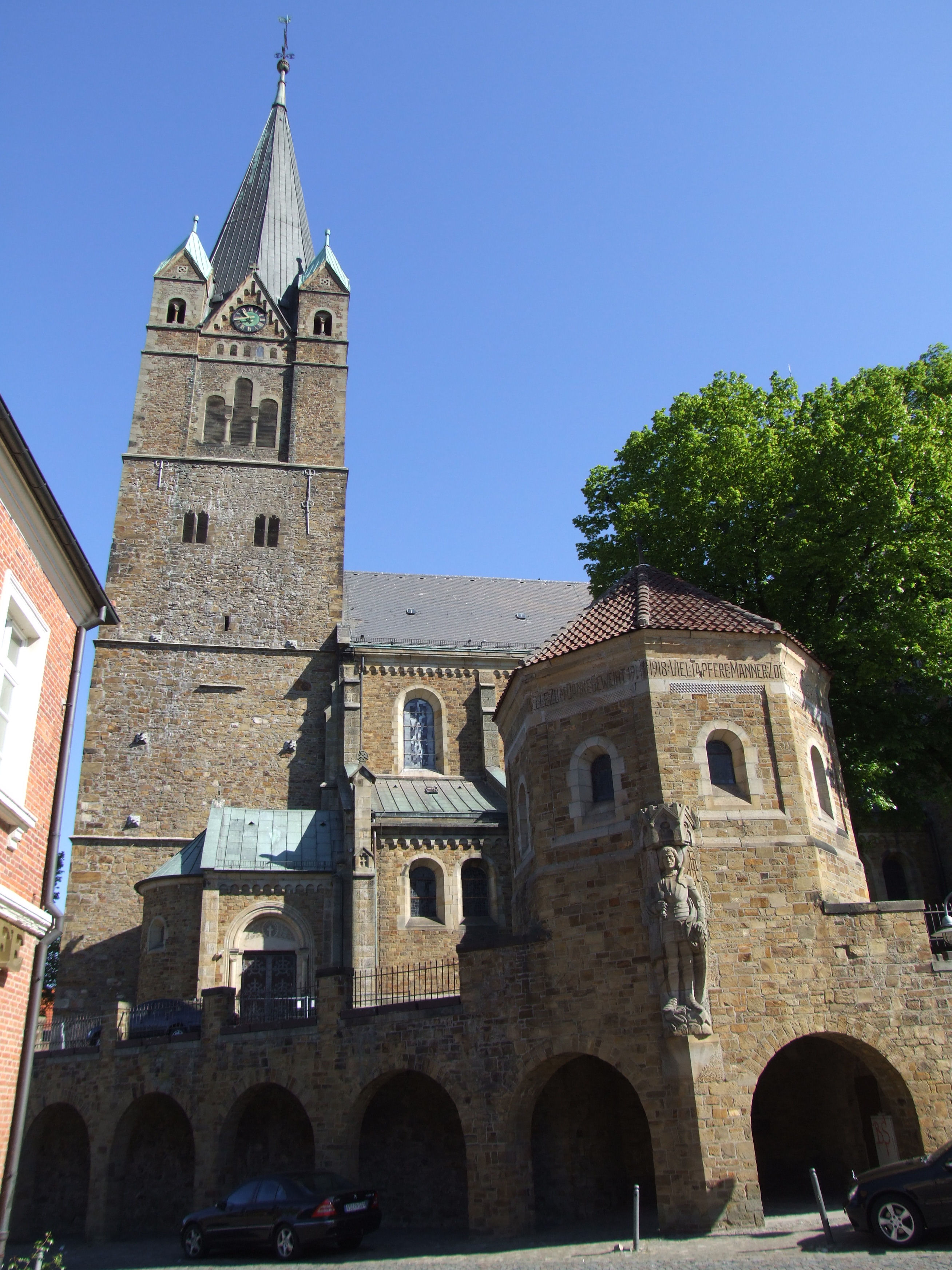
Der Artländer Dom

### Artländer Dom
Die römisch-katholische Pfarrkirche St. Nikolaus, im Volksmund Artländer Dom genannt, liegt im Herzen des Dorfes am Hang des Vogelberges. Der Kirchturm ist 79,30 m hoch und ruht auf einem Unterbau, der 1514 auf der alten, vermutlich schon vor 1100 entstandenen Kirche errichtet wurde. In der Kirche wird das alte Ankumer Kreuz aufbewahrt, das etwa 1280 entstand. Der heutige Kirchenbau wurde nach dem Brand der alten Pfarrkirche am 21. Juni 1892 in vierjähriger Bauzeit von 1896 bis 1900 nach Entwürfen (entstanden 1894–1895) des zu dieser Zeit erst dreißigjährigen Architekten Johannes Franziskus Klomp als neuromanische Basilika errichtet und 1900 eingeweiht. Der verstrichene Zeitraum vom Brand der Kirche 1892 bis zum Baubeginn des Neubaus 1896 war einem regierungsamtlichen Erlass geschuldet, der aus denkmalpflegerischen Gründen den Abriss von Alt-St. Nikolaus untersagte und erst 1895 durch einen Beschluss des Abgeordnetenhauses überwunden werden konnte. Die 1894 entstandenen Entwürfen Klomps sehen folgerichtig noch eine Einbeziehung des Vorgängerbaus in den riesenhaften Neubau vor.

### Steinwerke
1240 finden Steinwerke erste Nennung außerhalb der Kirchenburg. Im Kirchspiel Ankum gab es rund 15 dieser Bauwerke, neun sind noch vorhanden. Das Steinwerk am Hof Meyer zu Westerholte ist ein offenes Denkmal mit Informationstafeln und wird vom Heimatverein Ankum betreut.

### Vorgeschichtliche Denkmäler
- Steingräber im Giersfeld, Westerholte
- Hügelgräber von Druchhorn beim „Esselmannschen Heuerhaus“

Ankum ist eine Etappe der Straße der Megalithkultur.

## Sport
- Sportverein Quitt Ankum

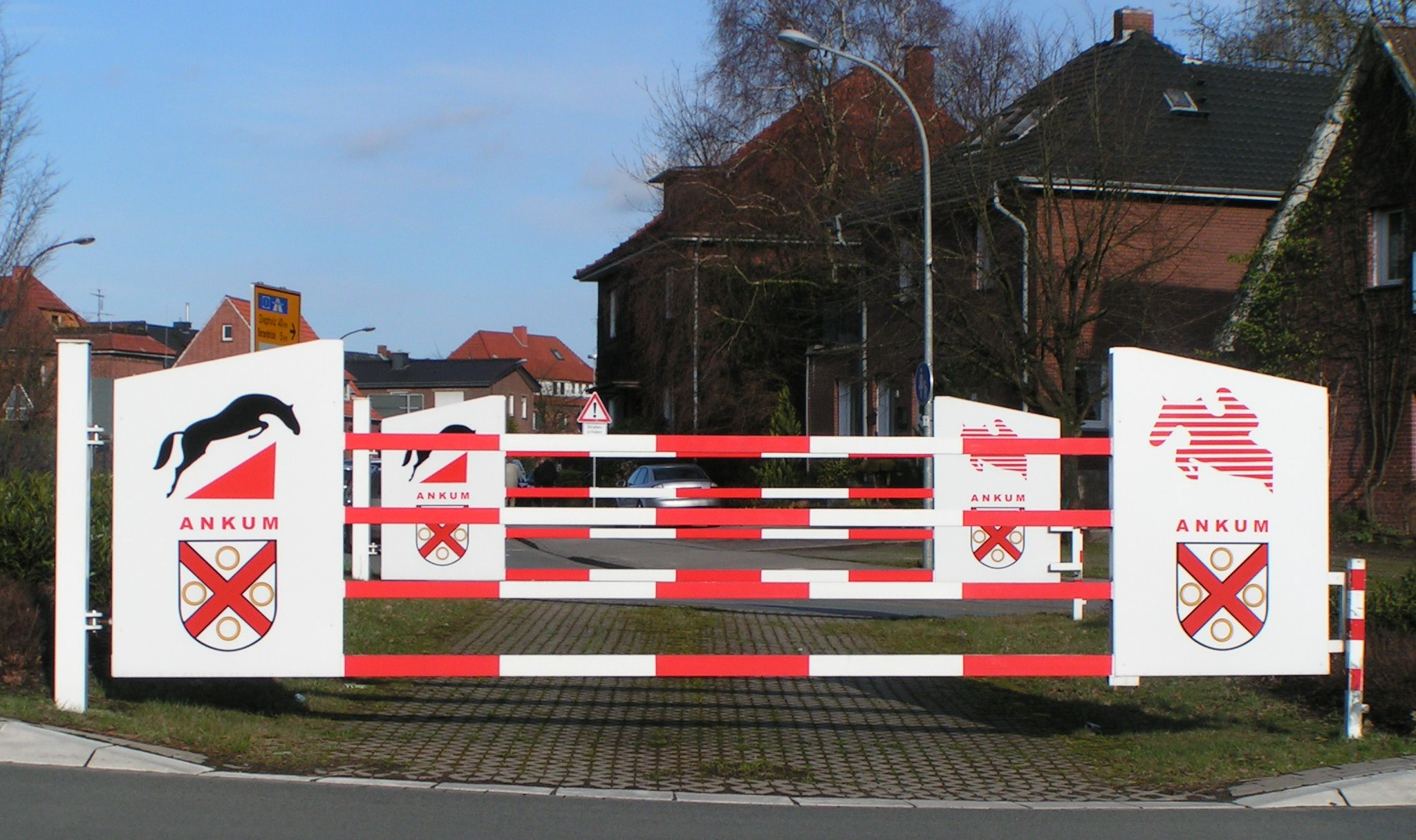
Kreisverkehr an der B 214

- Artland Golfclub in Ankum-Westerholte, 18-Loch-Anlage
- Tennisverein Ankum
- Schützenverein Ankum e. V.
- Reit- und Fahrverein Ankum

## Wirtschaft und Infrastruktur
Die Schwerpunkte der gewerblichen Wirtschaft der Gemeinde liegen im Bereich der Möbelproduktion und der Geflügelwirtschaft (Brüterei). Daneben sind diverse mittelständische Handels-, Handwerks- und Dienstleistungsunternehmen ansässig. Wichtig für die Gemeinde ist nach wie vor die Landwirtschaft, aber auch der Tourismus verzeichnet wachsende Bedeutung, wo sich die Gemeinde als vielseitiger Erholungsort im Osnabrücker Nordland präsentiert.
Ankum ist Sitz eines Landesforstamtes, von dem aus Staatsforsten in den Landkreisen Osnabrück, Emsland und Grafschaft Bentheim verwaltet werden.
Zusammen mit Ullrich Kasselmann veranstaltet Paul Schockemöhle jedes Jahr Anfang Dezember in Ankum die Performance Sale International Auktionen (P.S.I.-Auktionen), bei denen talentierte Nachwuchspferde für den Sport versteigert werden. Zahlreiche Käufer stammen aus dem Ausland, vor allem aus den Vereinigten Staaten. Den höchsten Zuschlag erhielt bisher die ehemalige Bundeschampioness Poetin mit 2,5 Millionen €.

## Verkehr

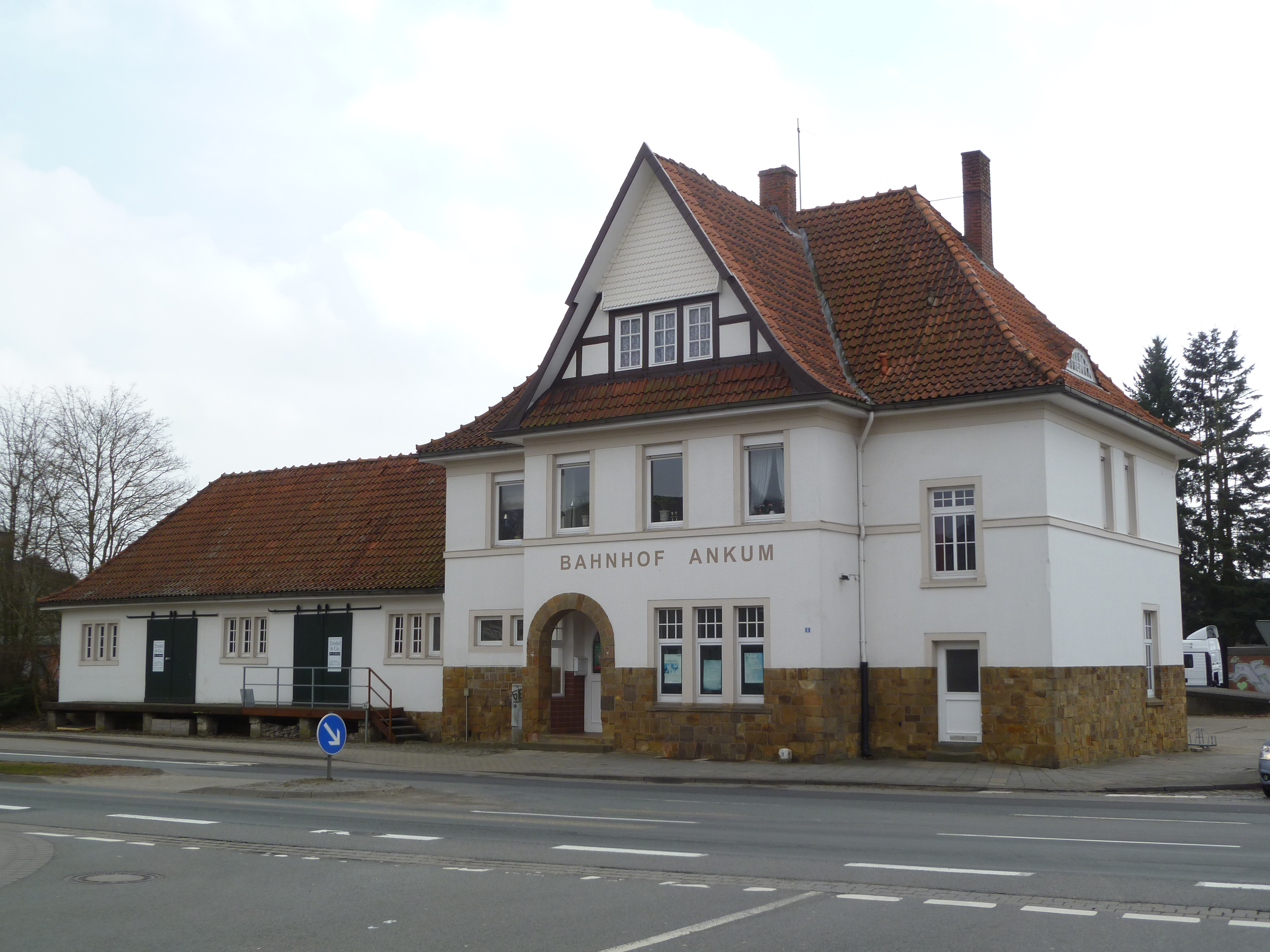
Gebäude des Bahnhofs

Durch Ankum führt die Bundesstraße 214 nach Bersenbrück, Diepholz, Nienburg (Weser), bzw. Fürstenau, Lingen. Ankum liegt an der Ferienstraße Artland-Route.
Durch mehrere Landesstraßen ist Ankum mit Ueffeln, Eggermühlen, Menslage, Alfhausen und Nortrup verbunden. Über mehrere Kreisstraßen sind Voltlage, Bersenbrück (über Bokel), Druchhorn, Wehbergen(–Alfhausen), und Kettenkamp erreichbar.
Auf allen oben genannten Strecken fahren Linienverkehrsbusse der Firmen Nieporte, Pohl, Heyer, ABE und Hülsmann, von den Haltestellen „Neuer Markt“, „Krankenhaus“, „Abzw. Realschule“, „Realschule“, „Bahnhof“.
Es gibt im stündlichen Taktverkehr eine Busverbindung der Verkehrsgemeinschaft Osnabrück von Ankum zum Bahnhof Bersenbrück, wo Zuganschlüsse nach Osnabrück und in Richtung Oldenburg bestehen.
Die Personenbeförderung auf der Ankum-Bersenbrücker Eisenbahn wurde am 13. September 1962 aufgrund der steigenden Konkurrenz der Straße aufgegeben. Zuvor fuhr der von den Ankumern „Pingel-Anton“ oder auch „Schienen-Zapp“ genannte Schienenbus mehrmals täglich zwischen diesen Orten.

## Söhne und Töchter der Gemeinde

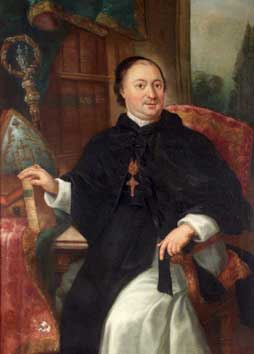
Wilhelmus Crone, 46. Abt des Klosters Marienfeld

- Wilhelmus Crone (1729–1784), Abt des Klosters Marienfeld
- Hermann Hartmann (1826–1901), Arzt und Schriftsteller
- Heinrich Rattermann (1832–1923), deutschamerikanischer Schriftsteller
- Wilhelm Frerker (1859–1945), Reichstagsabgeordneter der Zentrumspartei
- Wilhelm Crone (1873–1938). Lehrer, Schriftsteller und Heimatforscher
- August Benninghaus (1880–1942), deutscher Jesuitenpater (in Druchhorn geboren)
- Heinrich große Beilage (1885–1955), deutscher Politiker, Landtagsabgeordneter (CNBL)
- Sophie Prag (1895–1955), deutsche Kinderärztin
- Lambert Huys (1908–1992), Politiker (CDU), MdB
- Reinhold Coenen (1941–2011), CDU-Politiker und Mitglied im Niedersächsischen Landtag
- Georg Preuße (* 1950), Travestie-Star „Mary“
- Alfred Siewe-Reinke (* 1959), Journalist
- Claus Vaske (* 1965), Texter und Schriftsteller
- Klaus Ottens (* 1966), Fußballprofi, u. a. FC St. Pauli
- Tommy Schneller (* 1969), Bluesmusiker
- Lutz Brinkmann (* 1975), deutscher Politiker (CDU)
- Marcel Queckemeyer (* 1980), Politiker (AfD)
- Fabian Oehl (* 1989), Schauspieler